# Ronde van Groot-Brittannië 1992
De Kellogg's Tour of Britain 1992 was een wielerkoers in Groot-Brittannië, die werd gehouden van maandag 10 augustus tot en met vrijdag 14 augustus 1992. Het was de zesde editie van deze meerdaagse profwielerronde onder deze naam, die later verderging als de Prudential Tour en Tour of Britain (Nederlands: Ronde van Groot-Brittannië). Maximilian Sciandri won zowel het algemeen als het puntenklassement, terwijl Cezary Zamana het bergklassement op zijn naam schreef.

## Etappe-overzicht
| etappe | datum       | start          | finish             | afstand  | winnaar                  | klassementsleider   |
| ------ | ----------- | -------------- | ------------------ | -------- | ------------------------ | ------------------- |
| 1e     | 10 augustus | Dundee         | Dundee             | 84 km    | Hendrik Redant           | Hendrik Redant      |
| 2e     | 11 augustus | Edinburgh      | Gateshead          | 214 km   | Maximilian Sciandri      | ???                 |
| 3e     | 12 augustus | Middlesborough | Kingston upon Hull | 165.5 km | Djamolidin Abdoesjaparov | ???                 |
| 4e     | 13 augustus | Lincoln        | Coventry           | 183.6 km | Andrej Teterioek         | ???                 |
| 5e     | 14 augustus | Nottingham     | Leeds              | 190 km   | Hendrik Redant           | Maximilian Sciandri |

## Eindklassementen

### Algemeen klassement
| Kellogg's Tour of Britain 1992 |                     |       |           |
| Plaats                         | Naam                | Ploeg | Tijd      |
| Gele trui                      | Maximilian Sciandri |       | 22u23'03" |
| 2                              | Adrie van der Poel  |       | +00' 06"  |
| 3                              | Hendrik Redant      |       | +00' 08"  |
| 4                              | Jos van Aert        |       | +00' 16"  |
| 5                              | Olaf Ludwig         |       | +00' 19"  |
| 6                              | Johan Museeuw       |       | +00' 20"  |
| 7                              | Martin Earley       |       | +00' 22"  |
| 8                              | Cezary Zamana       |       | +00' 29"  |
| 9                              | Robert Millar       |       | z.t.      |
| 10                             | Phil Anderson       |       | +00' 30"  |

1987 · 
1988 · 
1989 · 
1990 · 
1991 · 
1992 · 
1993 · 
1994 · 
1995 · 
1996 · 
1997 · 
1998 · 
1999 · 
2000 · 
2001 · 
2002 · 
2003 · 
2004 · 
2005 · 
2006 · 
2007 · 
2008 · 
2009 · 
2010 · 
2011 · 
2012 · 
2013 · 
2014 · 
2015 · 
2016 ·
2017 · 
2018 ·
2019 ·
2020 · 
2021 · 
2022 · 
2023 · 
2024 ·